# ABRA
ABRA (англ. Actin binding Rho activating protein) – білок, який кодується однойменним геном, розташованим у людей на короткому плечі 8-ї хромосоми. Довжина поліпептидного ланцюга білка становить 381 амінокислот, а молекулярна маса — 43 117.
| 10         |  | 20         |  | 30         |  | 40         |  | 50         |
| ---------- |  | ---------- |  | ---------- |  | ---------- |  | ---------- |
| MAPGEKESGE |  | GPAKSALRKI |  | RTATLVISLA |  | RGWQQWANEN |  | SIRQAQEPTG |
| WLPGGTQDSP |  | QAPKPITPPT |  | SHQKAQSAPK |  | SPPRLPEGHG |  | DGQSSEKAPE |
| VSHIKKKEVS |  | KTVVSKTYER |  | GGDVSHLSHR |  | YERDAGVLEP |  | GQPENDIDRI |
| LHSHGSPTRR |  | RKCANLVSEL |  | TKGWRVMEQE |  | EPTWRSDSVD |  | TEDSGYGGEA |
| EERPEQDGVQ |  | VAVVRIKRPL |  | PSQVNRFTEK |  | LNCKAQQKYS |  | PVGNLKGRWQ |
| QWADEHIQSQ |  | KLNPFSEEFD |  | YELAMSTRLH |  | KGDEGYGRPK |  | EGTKTAERAK |
| RAEEHIYREM |  | MDMCFIICTM |  | ARHRRDGKIQ |  | VTFGDLFDRY |  | VRISDKVVGI |
| LMRARKHGLV |  | DFEGEMLWQG |  | RDDHVVITLL |  | K          |  |            |

A: Аланін

C: Цистеїн

D: Аспарагінова кислота

E: Глутамінова кислота

F: Фенілаланін

G: Гліцин

H: Гістидин

I: Ізолейцин

K: Лізин

L: Лейцин

M: Метіонін

N: Аспарагін

P: Пролін

Q: Глутамін

R: Аргінін

S: Серин

T: Треонін

V: Валін

W: Триптофан

Кодований геном білок за функціями належить до активаторів, фосфопротеїнів. 
Задіяний у таких біологічних процесах, як транскрипція, регуляція транскрипції, транспорт, транспорт білків, транслокація. 
Білок має сайт для зв'язування з молекулою актину. 
Локалізований у цитоплазмі, цитоскелеті.